# Cleocir Bonetti
Cleocir Bonetti (São Valentim, 7 de agosto de 1972) é um prelado brasileiro da Igreja Católica, bispo de Caçador.

## Biografia
Cleocir Bonetti nasceu em 7 de agosto de 1972 em São Valentim, no Rio Grande do Sul. Fez seus estudos iniciais no Colégio de Vista Alegre e Colégio de São Valentim. Concluiu os estudos de Filosofia no Seminário Maior de Viamão e de Teologia no Instituto de Teologia e Pastoral de Passo Fundo. Obteve a Licenciatura em História da Igreja pela Pontifícia Universidade Gregoriana de Roma, onde estudou entre 2005 e 2008.
Foi ordenado diácono em 4 de janeiro de 1998, na comunidade Nossa Senhora da Saúde da Vista Alegre, em São Valentim. Sua ordenação presbiteral se deu em 6 de fevereiro de 1999, na matriz da paróquia São Valentim, em São Valentim e foi incardinado na Diocese de Erexim, onde exerceu os seguintes cargos: Assistente do Seminário Menor Nossa Senhora de Fátima (1999-2001); Vigário de Freguesia de São Cristóvão em Erechim (2002-2005); Reitor do Seminário Maior (2009-2014); Pároco de Nossa Senhora do Rosário em Barão de Cotegipe (2015-2016) e de São Tiago em Aratiba (2016-2017).
Ainda foi vigário-geral, professor de História da Igreja no Instituto de Teologia e Pastoral de Passo Fundo, representante do clero de Erexim e coordenador da Comissão de Presbíteros da Regional Sul 3 da Conferência Nacional dos Bispos do Brasil.
Foi nomeado pelo Papa Francisco como Bispo de Caçador em 30 de junho de 2021.. Sua consagração ocorreu em 12 de setembro, na Catedral São José de Erexim por José Gislon, O.F.M.Cap., Bispo de Caxias do Sul, tendo como co-consagrantes a Adimir Antônio Mazali, Bispo de Erexim e Severino Clasen, O.F.M., Arcebispo de Maringá e seu antecessor na Diocese. O início do ministério episcopal se deu na Catedral São Francisco de Assis de Caçador, no dia 3 de outubro, véspera da festa do padroeiro. Seu lema episcopal é “Patris Corde” (Com coração de pai), que é também o título da Carta Apostólica do Papa Francisco, pela qual instituiu o Ano de São José que teve sua conclusão no dia 8 de dezembro de 2021.